# Landessozialgericht Bremen
Das Landessozialgericht Bremen war vom 1. Januar 1954 bis zum 31. März 2002 das obere Gericht für die Sozialgerichtsbarkeit des Landes Bremen. Es ging durch eine Fusion mit dem Landessozialgericht Niedersachsen im Landessozialgericht Niedersachsen-Bremen für die beiden Länder Niedersachsen und Bremen auf. Letzte Präsidentin war Monika Paulat.

## Aufgaben und Funktion
Das Gericht war Berufungs- und Beschwerdeinstanz für sozialrechtliche Streitigkeiten. Dazu gehörten Sozialversicherungsangelegenheiten (Rentenversicherung, Krankenversicherung, Pflegeversicherung, Unfallversicherung und Arbeitslosenversicherung), Schwerbehindertenangelegenheiten und soziales Entschädigungsrecht.
Das Gericht trat an die Stelle der früheren Oberversicherungsämter, die zuvor als Verwaltungsbehörden über sozialrechtliche Streitigkeiten entschieden hatten.

## Gerichtssitz und -bezirk
Das Gericht hatte seinen Sitz in Bremen.
Der Gerichtsbezirk umfasste das Gebiet des Bundeslandes Bremen.

## Geschichte
Gemäß dem Auftrag des Sozialgerichtsgesetzes vom 3. September 1953 wurde das Landessozialgericht Bremen durch besonderes Landesgesetz vom 24. November 1953 als unabhängiges, von den Verwaltungsbehörden getrenntes besonderes Verwaltungsgericht zum 1. Januar 1954 errichtet.
Am 1. Januar 1954 waren an diesem Gericht sechs Berufsrichter beschäftigt, die im ersten Jahr über 933 Berufungen und Beschwerden entschieden. Der Fokus lag auf dem Gebiet der Kriegsopferversorgung, gefolgt von den Bereichen Rentenversicherung und der Unfallversicherung.
2001 waren dort neben noch offenen Verfahren 322 Neueingänge zu bearbeiten. Am Ende des Jahres waren diese auf sechs Richter aufgeteilt, während in den ersten zehn Monaten nur fünf Richter tätig waren. Der inhaltliche Schwerpunkt lag in diesem Jahr auf Streitigkeiten auf dem Gebiet der gesetzlichen Rentenversicherung, der Bereich der gesetzlichen Unfallversicherung war fast im gleichen Umfang vertreten, und erst an dritter Stelle folgte das Rechtsgebiet der Arbeitsförderung. Mit großem Abstand folgte der Bereich des Versorgungsrechts, aus dem nur neun Fälle zu bearbeiten waren.
Zum 1. April 2002 wurde das Landessozialgericht Niedersachsen-Bremen durch den am 10. Dezember 2001 geschlossenen Staatsvertrag des Landes Niedersachsen und der Freien Hansestadt Bremen errichtet. Der Bezirk des heutigen Landessozialgerichts Niedersachsen-Bremen umfasst das Land Niedersachsen sowie die Freie Hansestadt Bremen.

## Leitung
- 1951–1959: Alexander Wende (* 8. Juli 1888)
- Ab 1. Januar 1954 (in Quelle: ab 1956 stellvertretender Präsident, dann Präsident) –1979: Harry Rohwer-Kahlmann (1908–1992)[4]
- Ab 1. Oktober 1973: Ruprecht Großmann (* 8. Januar 1934)
- Ab 1. April 1996: Monika Paulat